# 岩沼藩
岩沼藩（いわぬまはん）は、陸奥国中部（のちの陸前国）名取郡岩沼（現在の宮城県岩沼市）に存在した仙台藩の支藩。藩主家は田村家であるが、事実上は仙台藩主伊達家の支族であり、仙台藩の内分分家である。

## 概要
伊達政宗の正室・愛姫の実家である田村家は、天正18年（1590年）の豊臣秀吉による小田原征伐に参陣しなかったため、改易に処せられた。
愛姫の生子である伊達忠宗は母の遺言により承応2年（1653年）、忠宗の三男・田村宗良に田村家を再興させ、栗原郡岩ヶ崎に1万石を与えられる。万治3年（1660年）に仙台藩主に幼少の伊達綱村が就くと、綱村より2万石加増され、同年12月に従五位下、右京亮に叙任された。また、伊達宗勝と共に綱村の後見となった。寛文2年（1662年）、名取郡岩沼に転封され内分分家大名として岩沼藩の初代藩主となった。
宗良は、幼少の綱村の補佐役も務めるなどしたが、寛文11年（1671年）に伊達騒動（寛文事件）が起こると、騒動に際して指導的役割を果たせなかったため閉門に処されている。だが、寛文12年（1672年）に罪を許されている。
延宝6年（1678年）3月に宗良は江戸で死去し、跡を次男の建顕が継いだ。建顕は延宝9年（1681年）5月、岩沼から一関に移封されたため、岩沼藩は廃藩となり、以後、田村家は一関藩として存続することとなった。

## 歴代藩主
田村家
3万石 外様
| 代 | 氏名          | 官位                      | 在職期間                          | 享年 | 備考                                                                              |
| -- | ------------- | ------------------------- | --------------------------------- | ---- | --------------------------------------------------------------------------------- |
| 1  | 宗良 むねよし | 従五位下 右京亮・隠岐守   | 万治3年 - 延宝6年 1660年 - 1678年 | 42   | 陸奥仙台藩2代藩主・伊達忠宗の三男。                                               |
| 2  | 宗永 むねなが | 従五位下 右京大夫・因幡守 | 延宝6年 - 延宝9年 1678年 - 1681年 | 53   | 延宝9年（1681年）、陸奥一関藩へ転封。 元禄5年（1692年）に建顕（たつあき）と改名。 |